# Pala Barbarigo
La Pala Barbarigo (Madonna in trono col Bambino, angeli musicanti, i santi Marco e Agostino e il doge Agostino Barbarigo inginocchiato) è un dipinto olio su tela (200x320 cm) di Giovanni Bellini, datato 1488 e conservato nella chiesa di San Pietro Martire a Murano.

## Storia
La pala è firmata e datata 1488 sul trono della Vergine. Le circostanze della commissione, raro caso nella produzione di Bellini, sono note attraverso documenti. Il doge Agostino Barbarigo era subentrato nella carica, caso unico nella storia della Serenissima, al fratello Marco, col quale non era in buoni rapporti, anzi sulla cui morte, seguita a un furioso litigio pubblico tra i due per questioni politiche, pesavano gravi sospetti sulla responsabilità del fratello. Per adombrare queste voci Agostino iniziò una serie di opere ponendosi come erede e fedele prosecutore dell'operato del fratello, con numerose commissioni artistiche che riguardarono la Scala dei Giganti di Antonio Rizzo, la Torre dell'Orologio attribuita a Mauro Codussi e la costruzione dell'ala verso il Rio di Palazzo Ducale. In campo privato si impegnò a erigere un maestoso monumento funebre per sé e il fratello in Santa Maria della Carità e commissionò a Giovanni Bellini prima il ritratto ufficiale di Marco per la Sala del Maggior Consiglio (1486-1487) e successivamente il compito di dipingere una "pala grande" destinata al salone principale del palazzo di famiglia o al Palazzo Ducale. L'opera, già collocata in posizione di massimo rilievo, era una sorta di espiazione morale del suo debito con la giustizia cittadina.
Nel 1501 il doge morendo lasciò per testamento la tela al monastero femminile di Santa Maria degli Angeli a Murano per l'altare maggiore della chiesa, che fu però presto spostata per far spazio ad una Annunciazione del Pordenone. Il paliotto arrivò così alla chiesa di San Pietro Martire di Murano, dove si trova tuttora.
Vasari menzionò la tavola come nella chiesa di San Michele, allora detta: di Murano, sbagliandosi però probabilmente con un'altra opera di Bellini, oggi nel Museo di Düsseldorf, già nella Cappella Priuli o della Santissima Croce della chiesa camaldolese.
L'originalità della pala non ha mancato di suscitare alcune perplessità nella critica, come Von Maerle (1935), che ne diede un giudizio riduttivo, Gronau (1930), che ne rilevò dei limiti, o Hendy e Goldschneider (1945) che arrivarono addirittura a ipotizzare un trasferimento posticcio da tavola a tela con l'unica parte originale del maestro nella veste con il mantello di ermellino del Barbarigo. Grazie a un restauro degli anni ottanta queste riserve sono pressoché sparite, restituendo alla pala il suo posto fondamentale nella carriera dell'artista e nella storia dell'arte in generale.

## Descrizione e stile

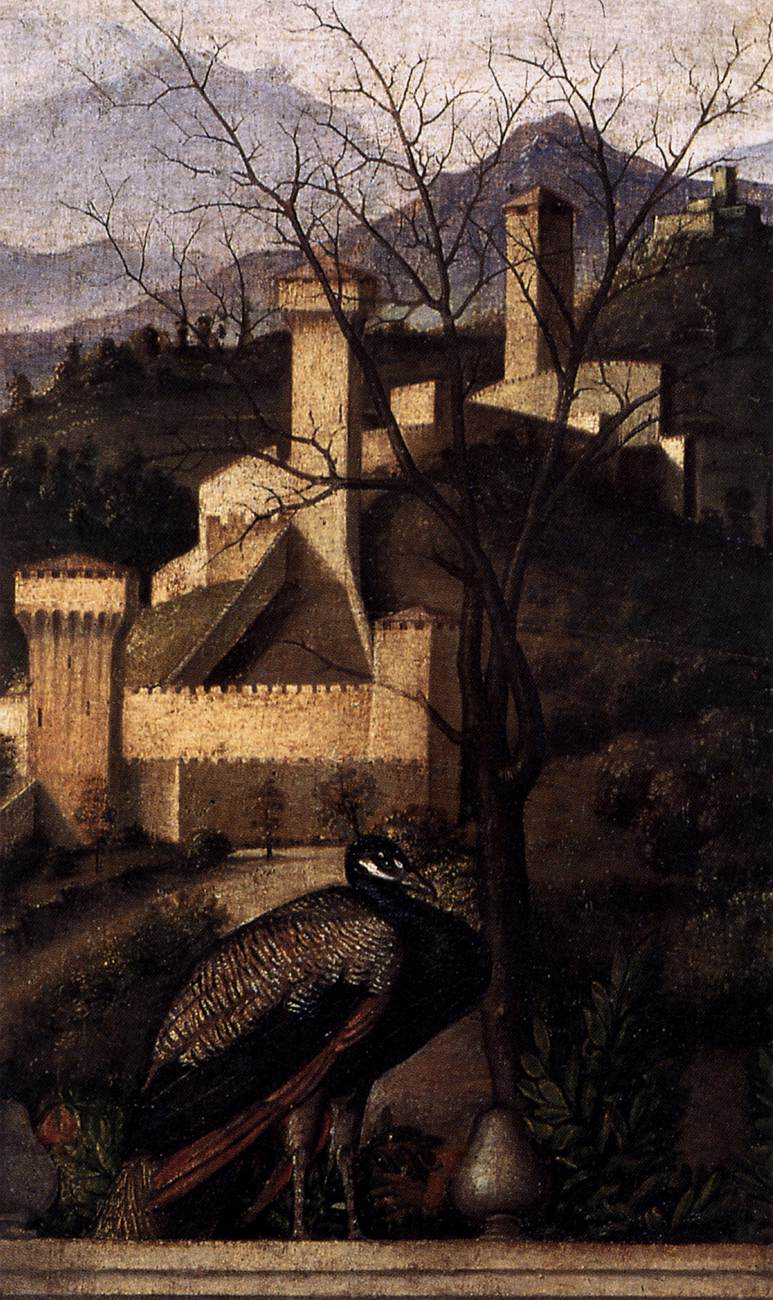
Dettaglio del paesaggio

L'opera ha un evidente significato devozionale. Maria in trono col Bambino, "avvochata appresso el nostro summo chreator Iddio" (come scrisse il Barbarigo), riceve la presentazione di Agostino Barbarigo inginocchiato da parte di san Marco, protettore di Venezia e quindi dei dogi. Dall'altra parte si trova Agostino di Ippona, omonimo e protettore del committente. A Maria alludono il paesaggio nello sfondo e la fortezza murata, simbolo di Verginità inespugnabile, che assomiglia a quella della Pala di Pesaro; all'espiazione e alla disgrazia del doge si riferirebbe l'albero stecchito, simbolo di morte e di colpa da espiare. Sul trono si vede lo stemma dei Barbarigo.
Il dipinto presenta una serie di importanti novità che ne fanno un passaggio cruciale nella produzione di Bellini e nella pittura veneta in generale. La concezione spaziale quattrocentesca è abbandonata per la prima volta in favore di un rapporto più libero tra natura e sacra conversazione, rappresentato dalla semplice balaustra che divide e fonde al tempo stesso i personaggi in primo piano con lo sfondo. Vi si ritrova il motivo del drappo dietro la Vergine, che isola la sua figura facendola stagliare coloristicamente in tutta la sua maestosità ed iconica ieraticità divina. Il Bambino sta in piedi sulle sue ginocchia e benedice con dolcezza il doge, come se accogliesse la sua richiesta di perdono.
Pignatti (1969) fu il primo a mettere in evidenza come l'opera fosse uno dei primi esperimenti di pittura tonale del Bellini, accordata a un sentimento diverso da quello di Giorgione, mancando la tematica del lirismo profano. 
La data del 1488, identica a quella del Trittico belliniano nella sagrestia della Basilica dei Frari, è da intendersi probabilmente come quella della commissione ufficiale del paliotto dogale, pittura che fu conclusa effettivamente qualche anno dopo (Merkel, 2008).